# Municipio de Lincoln (condado de Story)
El municipio de Lincoln (en inglés: Lincoln Township) es un municipio ubicado en el condado de Story en el estado estadounidense de Iowa. En el año 2010 tenía una población de 747 habitantes y una densidad poblacional de 8,17 personas por km².

## Geografía
El municipio de Lincoln se encuentra ubicado en las coordenadas 42°9′45″N 93°16′47″O / 42.16250, -93.27972. Según la Oficina del Censo de los Estados Unidos, el municipio tiene una superficie total de 91.41 km², de la cual 91,37 km² corresponden a tierra firme y (0,05 %) 0,04 km² es agua.

## Demografía
Según el censo de 2010, había 747 personas residiendo en el municipio de Lincoln. La densidad de población era de 8,17 hab./km². De los 747 habitantes, el municipio de Lincoln estaba compuesto por el 99,2 % blancos, el 0,13 % eran afroamericanos y el 0,67 % eran de una mezcla de razas. Del total de la población el 0,4 % eran hispanos o latinos de cualquier raza.